# Paletas de playa
Paletas de playa es un deporte de raqueta popular en América Latina y el Caribe  que se practica en las playas, principalmente en la temporada de verano, que es cuando la gente acude masivamente a ellas. Es muy similar al Frescobol que se juega en Brasil, a las  Palas Cántabras de España y al Matkot de Israel. 
Este juego fue uno de los deportes de verano más populares en el Perú durante las décadas de los 70s y 80s. Si bien su práctica ha disminuido en las décadas siguientes, sigue siendo un deporte popular.
Es un deporte colaborativo, más que de competencia. El juego consiste en golpear la pelota con una paleta y pasársela al compañero manteniendo la pelota en el aire el mayor tiempo posible sin que esta caiga. No hay un ganador o un perdedor.

## véase también
- Palas de playa
- Frescobol
- Matkot (artículo en inglés).
- Paddleball (articulo en inglés).

- Datos: Q117730969